# Districtul Federal Crimeea
Districtul federal Crimeea (în rusă Кры́мский федера́льный о́круг) este unul din cele nouă districte federale ale Rusiei. A fost înființat pe 21 martie 2014, după anexarea Crimeii de către Federația Rusă. Districtul federal include Republica Crimeea și orașul federal Sevastopol, ambele recunoscute oficial ca parte a Ucrainei de către majoritatea comunității internaționale. Ucraina consideră regiunea, alături de Republica Populară Lugansk și Republica Populară Donețk, ca Teritorii temporar ocupate.
Oleg Belavențev a fost numit reprezentant prezidențial în regiune. Centrul administrativ al districtului federal este orașul Simferopol.

## Subiecte federale
| # | Steag | Subiect federal   | Centru administrativ |
| - | ----- | ----------------- | -------------------- |
| 1 |       | Republica Crimeea | Simferopol           |
| 2 |       | Sevastopol        | Sevastopol           |